# Ronde van Nederland 1993
De 33e editie van de Ronde van Nederland ging op 16 augustus 1993 van start in Leiden. Na vijf etappes werd op 20 augustus in Valkenburg gefinisht. De ronde werd gewonnen door Erik Breukink.

## Etappe-overzicht
| etappe | datum       | start      | finish     | afstand     | winnaar           | klassementsleider |
| ------ | ----------- | ---------- | ---------- | ----------- | ----------------- | ----------------- |
| 1      | 16 augustus | Leiden     | Tilburg    | 155 km      | Wilfried Nelissen | Wilfried Nelissen |
| 2      | 17 augustus | Tilburg    | Huizen     | 193 km      | Wilfried Nelissen | Wilfried Nelissen |
| 3a     | 18 augustus | Huizen     | Hardenberg | 109 km      | Fabio Baldato     | Wilfried Nelissen |
| 3b     | 18 augustus | Hardenberg | Hardenberg | 23 km (ITT) | Erik Breukink     | Erik Breukink     |
| 4      | 19 augustus | Deventer   | Venlo      | 181 km      | Wilfried Nelissen | Erik Breukink     |
| 5      | 20 augustus | Venlo      | Valkenburg | 195 km      | Jesper Skibby     | Erik Breukink     |

## Eindklassement
Erik Breukink werd winnaar van het eindklassement van de Ronde van Nederland van 1993 met een voorsprong van 21 seconden op Jelle Nijdam. De beste Belg was Paul Haghedooren met een 11e plaats.
| Rang | Renner              | Land                | Tijd       |
| ---- | ------------------- | ------------------- | ---------- |
| 1    | Erik Breukink       | Nederland           | 20u 48'22" |
| 2    | Jelle Nijdam        | Nederland           | + 0'21"    |
| 3    | Olaf Ludwig         | Duitsland           | + 0'28"    |
| 4    | François Simon      | Frankrijk           | + 0'35"    |
| 5    | Vjatsjeslav Jekimov | Rusland             | + 0'36"    |
| 6    | Laurent Desbiens    | Frankrijk           | + 0'49"    |
| 7    | Jesper Skibby       | Denemarken          | + 0'53"    |
| 8    | Raúl Alcalá         | Mexico              | + 0'54"    |
| 9    | Tom Cordes          | Nederland           | + 1'01"    |
| 10   | Sean Yates          | Verenigd Koninkrijk | + 1'03"    |

1948 · 1949 · 1950 · 1951 · 1952 · 1953 · 1954 · 1955 · 1956 · 1957 · 1958 · 1959 · 1960 · 1961 · 1962 · 1963 · 1964 · 1965 · 1966 · 1967 · 1968 · 1969 · 1970 · 1971 · 1972 · 1973 · 1974 · 1975 · 1976 · 1977 · 1978 · 1979 · 1980 · 1981 · 1982 · 1983 · 1984 · 1985 · 1986 · 1987 · 1988 · 1989 · 1990 · 1991 · 1992 · 1993 · 1994 · 1995 · 1996 · 1997 · 1998 · 1999 · 2000 · 2001 · 2002 · 2003 · 2004 · 2005 · 2006 · 2007 · 2008 · 2009 · 2010 · 2011 · 2012 · 2013 · 2014 · 2015 · 2016 · 2017 · 2018 · 2019 · 2020 · 2021 · 2022 · 2023 · 2024